# Квинт Бебий Тамфил
Квинт Бебий Тамфил (лат. Quintus Baebius Tamphilus; III век до н. э.) — древнеримский политический деятель и дипломат из плебейского рода Бебиев. Упоминается в источниках только в связи с событиями 219—218 годов до н. э. как участник двух посольств к карфагенянам, с которых началась Вторая Пуническая война.

## Происхождение
Квинт Бебий принадлежал к незнатному плебейскому роду, который в его лице вошёл в состав римского нобилитета Согласно Капитолийским фастам, отец Квинта носил преномен Гней.

## Биография
Квинт Бебий впервые упоминается в источниках в связи с событиями 219 года до н. э. как римский сенатор. Тогда наместник Карфагенской Испании Ганнибал осадил союзный Риму город Сагунт, и Тамфил вместе с консуляром Публием Валерием Флакком отправился в Испанию в качестве посла, чтобы потребовать прекратить военные действия. Но Ганнибал это посольство не принял, сославшись на то, что послам вблизи от осаждённого города может угрожать опасность. Тогда Бебий и Валерий в соответствии с заранее полученными инструкциями отправились в Карфаген, где потребовали выдачи Ганнибала. Несмотря на поддержку старого врага Баркидов Ганнона, требование послов не было выполнено.
Вернувшись в Рим, Тамфил тут же был включён в состав нового посольства — наряду с обоими консулами предыдущего года (Луцием Эмилием Павлом и Марком Ливием Салинатором), а также Гаем Лицинием и одним из Фабиев — либо Квинтом Фабием Максимом, либо Марком Фабием Бутеоном. Фабий стал главой посольства.
В карфагенском Совете послы задали вопрос, «государством ли дано Ганнибалу полномочие осадить Сагунт». Карфагеняне, отказавшись от прямого ответа, предпочли заявить о своём праве вести завоевания в Испании; тогда римляне объявили Карфагену войну. Выполнив первую часть своей миссии, они переправились в Испанию, чтобы заключить союзы с местными племенами. Баргузии приняли их дружелюбно, но вольцианы поставили в вину римлянам гибель Сагунта, так и не получившего помощи, и после этого иберы перестали идти на контакт с посольством. Римляне попытались ещё убедить галлов не пропускать карфагенскую армию через свою территорию, но те подняли послов на смех. Легаты вернулись в Рим уже после отбытия консулов к армиям. Существует предположение, что рассказ об этом Ливия — литературный вымысел, целью которого было оправдать медленные приготовления Рима к войне.
После этих событий Квинт Бебий уже не упоминается в источниках.

## Потомки
У Квинта Бебия было двое сыновей, ставших друг за другом консулами. Это Гней (консул 182 года до н. э.) и Марк (консул 181 года до н. э.).